# Statocyste

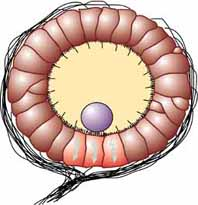
Schéma théorique d'un statocyste.

Le statocyste est un organe de l'équilibre sensible à la gravité chez les invertébrés (Cnidaires, Cténophores, Bilatériens) et chez les plantes. Il comprend au moins un statolithe solide entouré de cellules ciliées (cils sensoriel).
Le statolithe roule suivant la position de l'organisme et va « cogner » contre les cils sensoriels, ce qui permet à l'organisme d'évaluer sa position pour retrouver l'horizontale.
On trouve ce type de système chez certains invertébrés comme les cnidaires et les cténaires par exemple. Chez l'Homme, l'utricule et le saccule de l'oreille interne sont considérés comme des statocystes spécialisés.